# Charlie Bauer (directeur de la photographie)
Pour les articles homonymes, voir Bauer.
Ne pas confondre avec le militant révolutionnaire Charlie Bauer (1943-2011).
Charles Bauer (souvent crédité Charlie Bauer) est un directeur de la photographie français, né le 28 février 1904 à Paris  et mort le 22 juin 1975 à Bry-sur-Marne.

## Biographie
Charles « Charlie » Bauer naît le 28 février 1904 dans le 11e arrondissement de Paris d'un père mécanicien et une mère couturière. 
Il contribue comme chef opérateur à une soixantaine de films français, les trois premiers sortis en 1933 (dont Ciboulette de Claude Autant-Lara, avec Simone Berriau et Robert Burnier). Son dernier film sort en 1953.
Entretemps, il collabore notamment avec les réalisateurs André Cayatte (trois films, dont Sérénade aux nuages en 1946, avec Tino Rossi et Jacqueline Gauthier), Pierre Colombier (trois films, dont Ignace en 1937, avec Fernandel, Saturnin Fabre et Fernand Charpin), René Jayet (quatre films, dont Le Chéri de sa concierge en 1951, avec Jean Parédès et Paulette Dubost), ou encore Richard Pottier (quatre films, dont Picpus en 1943, avec Albert Préjean et Juliette Faber).

## Filmographie partielle
- 1933 : Ciboulette de Claude Autant-Lara
- 1933 : Le Dernier Preux de Pierre-Jean Ducis
- 1933 : Cette vieille canaille d'Anatole Litvak
- 1934 : Le Cavalier Lafleur de Pierre-Jean Ducis
- 1935 : Dédé de René Guissart
- 1935 : L'École des cocottes de Pierre Colombier
- 1935 : Un oiseau rare de Richard Pottier
- 1935 : Les Beaux Jours de Marc Allégret
- 1935 : Le Clown Bux de Jacques Natanson
- 1935 : La Marraine de Charley de Pierre Colombier
- 1935 : Ferdinand le noceur de René Sti
- 1935 : Parlez-moi d'amour de René Guissart
- 1936 : Messieurs les ronds-de-cuir d'Yves Mirande
- 1936 : La Garçonne de Jean de Limur
- 1936 : Mademoiselle Mozart d'Yvan Noé
- 1936 : Toi, c'est moi de René Guissart
- 1936 : Sept hommes, une femme d'Yves Mirande
- 1936 : La Brigade en jupons de Jean de Limur
- 1937 : Ignace de Pierre Colombier
- 1937 : Le Mensonge de Nina Petrovna de Victor Tourjansky
- 1937 : Marthe Richard, au service de la France de Raymond Bernard
- 1937 : La Guerre des gosses de Jacques Daroy
- 1938 : Barnabé d'Alexandre Esway
- 1938 : Le Puritain de Jeff Musso
- 1938 : Nostalgie de Victor Tourjansky
- 1938 : Quadrille de Sacha Guitry
- 1943 : Mon amour est près de toi de Richard Pottier
- 1943 : Pierre et Jean d'André Cayatte
- 1943 : Vingt-cinq ans de bonheur de René Jayet
- 1943 : Picpus de Richard Pottier
- 1944 : La Vie de plaisir d'Albert Valentin
- 1946 : Sérénade aux nuages d'André Cayatte
- 1946 : Tombé du ciel d'Emil-Edwin Reinert
- 1946 : L'Insaisissable Frédéric de Richard Pottier
- 1946 : Le Dernier Sou d'André Cayatte
- 1946 : Boîte de nuit de Jean Devaivre (court métrage)
- 1946 : Nuits d'alerte de Léon Mathot
- 1947 : Le destin s'amuse d'Emil-Edwin Reinert
- 1947 : Contre-enquête de Jean Faurez
- 1947 : Une nuit à Tabarin de Karel Lamač
- 1947 : L'Éventail d'Emil-Edwin Reinert
- 1948 : Le Dolmen tragique de Léon Mathot
- 1948 : Neuf garçons, un cœur de Georges Friedland
- 1948 : Rapide de nuit de Marcel Blistène
- 1949 : Un chien et madame de Marcel Martin (court métrage)
- 1949 : La Maternelle d'Henri Diamant-Berger
- 1949 : La Danseuse de Marrakech de Léon Mathot
- 1949 : La Bataille du feu ou Les Joyeux Conscrits de Maurice de Canonge
- 1949 : Le Sorcier du ciel de Marcel Blistène
- 1949 : L'Auberge du péché de Jean de Marguenat
- 1950 : Mon ami le cambrioleur d'Henri Lepage
- 1950 : Une nuit de noces de René Jayet
- 1950 : Fusillé à l'aube d'André Haguet
- 1951 : Les Maîtres nageurs d'Henri Lepage
- 1951 : Le Chéri de sa concierge de René Jayet
- 1951 : Le Clochard milliardaire de Léopold Gomez et Henri Bromberger
- 1951 : Dupont Barbès d'Henri Lepage
- 1951 : Les Deux Gamines de Maurice de Canonge
- 1951 : Moumou de René Jayet
- 1951 : Et ta sœur d'Henri Lepage
- 1951 : Les Deux Monsieur de Madame de Robert Bibal
- 1952 : Poil de carotte de Paul Mesnier
- 1952 : Fortuné de Marseille d'Henri Lepage et Pierre Méré
- 1952 : La Danseuse nue de Pierre-Louis
- 1953 : Rires de Paris d'Henri Lepage